# Хаммер, Иэн
Иэн МакДональд Хаммер (англ. Ian MacDonald Hummer; род. 23 августа 1990, США) — американский профессиональный баскетболист, играющий на позиции тяжёлого форварда.

## Карьера
В детстве, в возрасте 5-8 лет, Хаммер занимался футболом. Игравшие в баскетбол отец и дядя Иэна постепенно приобщили его к этому виду спорта. 
В юношеские годы Хаммер учился и выступал за школу Гонзага в Вашингтоне, и в 2009 году авторитетное издание «The Washington Post» назвало его лучшим игроком года по своему возрасту. После окончания школы Иэн поступил в престижный Принстонский университет, где выступал за команду «Принстон Тайгерс» в первом дивизионе NCAA. За 4 года обучения, с 2009 по 2013, он дважды попадал в первую символическую пятерку конференции, а также признавался лучшим игроком года в конференции. По итогам 4 лет стал вторым по результативности игроком за всю историю программы и пятым по количеству подборов. Свою лучшую статистику Хаммер продемонстрировал в последнем сезоне, набирая в среднем 16,3 очка, 6,4 подбора и 4,1 передачи.
Свою профессиональную карьеру Иэн начал в январе 2014 года, подписав контракт с немецким клубом «Ратиофарм».
В сезоне 2014/2015 перебрался в финский «Байзонс», где набирал в Единой лиге ВТБ 15,5 очка, 8,9 подбора, 2,1 передачи и 1,4 перехвата за игру.
Сезон 2015/2016 Хаммер провёл Германии за «Гёттинген», в среднем набирая 14,3 очка, 6,1 подбора, 2,2 передачи и 1,1 перехвата.
В ноябре 2016 года подписал контракт с «ТЕД Анкара Колежлилер», где его показатели составили 15,1 очка, 7,0 подбора, 1,4 передачи и 1,8 перехвата за 36,0 минут игрового времени.
В августе 2017 года перешёл в «Автодор». В 25 матчей Единой лиги ВТБ Хаммер набирал в среднем 10,2 очка, 4,4 подбора, 0,8 перехвата, 0,7 передачи и 0,4 блок-шота.
В августе 2018 года стал игроком «Монако». За 10 игр Иэн продемонстрировал статистику в 8,3 очка, 5,5 подбора и 1,3 передачи.
В январе 2019 года Хаммер подписал контракт с «Нижним Новгородом» до конца сезона 2018/2019. В 13 матчах Единой лиги ВТБ Иэн набирал в среднем 10,5 очка, 5,1 подбора и 1,2 передачи. В 6 играх Лиги чемпионов ФИБА он показал статистику в 9 очков, 5,8 подбора и 2 передачи.
Сезон 2022/2023 Хаммер начинал в «Галатасарае».
В феврале 2023 года Хаммер перешёл в «Перистери».